# San Rafael (Californië)
San Rafael is een stad (city) in de Amerikaanse staat Californië. Het is de hoofdplaats van Marin County, in het noordwesten van de San Francisco Bay Area. Volgens de volkstelling van 2010 wonen er 57.713 mensen in San Rafael.

## Geschiedenis
Op de plaats waar San Rafael zich nu bevindt, waren er vroeger dorpen van de Coast Miwok-indianen, zoals Awani-wi, Ewu en Shotomko-cha. De eerste Spaanse nederzetting kwam er door de oprichting van de San Rafael Arcángel-missie in 1817, in wat nu het centrum van San Rafael is. Het was de twintigste franciscaner missie in provincie Alta California, dat vier jaar daarna een provincie van het onafhankelijke Mexico zou worden. De missie was oorspronkelijk bedoeld als een hospitaal voor de zieke indianen uit de koude missie van San Francisco. Deels door het goede weer in de streek werd San Rafael een volwaardige missie in 1822. Ze werd in 1844 gesloten. De ruïnes werden in 1870 geruimd om er de stad San Rafael op te bouwen. (De huidige missiekerk dateert uit 1949.)
De San Francisco and North Pacific Railroad bereikte San Rafael in 1879 en werd in 1888 op het nationale spoornet aangesloten. In de jaren 1870 en 80 bouwden rijke families hun villa's in de omgeving van de voormalige missie. De Dominican University of California werd in 1890 in San Rafael opgericht om de nieuwe Californiërs van een degelijke katholieke opleiding te voorzien.
In 1962 werd het Marin County Civic Center opgeleverd, de laatste grote opdracht van de beroemde modernistische architect Frank Lloyd Wright.

## Geografie
Volgens het United States Census Bureau beslaat de plaats een oppervlakte van 58 km², waarvan 43 km² land is en 15 km² of 26,5% water. San Rafael ligt op ongeveer 13 meter boven zeeniveau.
San Rafael ligt, zoals de meeste plaatsen in Marin County, ten oosten van de heuvels. Het ligt aan de San Rafael Bay, een deel van de San Pablo Bay. Ten noorden van San Rafael ligt Santa Venetia, in het westen San Anselmo en in het zuiden Kentfield en Greenbrae. Verder zuidwaarts liggen Corte Madera, Tiburon en Sausalito. Die plaatsen worden met elkaar verbonden door Route 101. De Richmond-San Rafaelbrug verbindt de stad met de regio East Bay.

## Demografie
De bevolking van San Rafael bedraagt, volgens de volkstelling van 2010, 57.713. De bevolkingsdichtheid is 993,8 personen per km². De etnische samenstelling is als volgt: 70,6% blank, 6,1% Aziatisch, 2,0% Afro-Amerikaans, 1,2% indiaans en 0,2% van de eilanden in de Stille Oceaan. Daarnaast is 14,8% van een ander ras en 5,1% twee of meer rassen. 30% van de totale bevolking identificeert zich als Latino of Hispanic.

## Bezienswaardigheden
- China Camp State Park
- Kerner Studios
- Marin County Civic Center
- Rafael Film Center

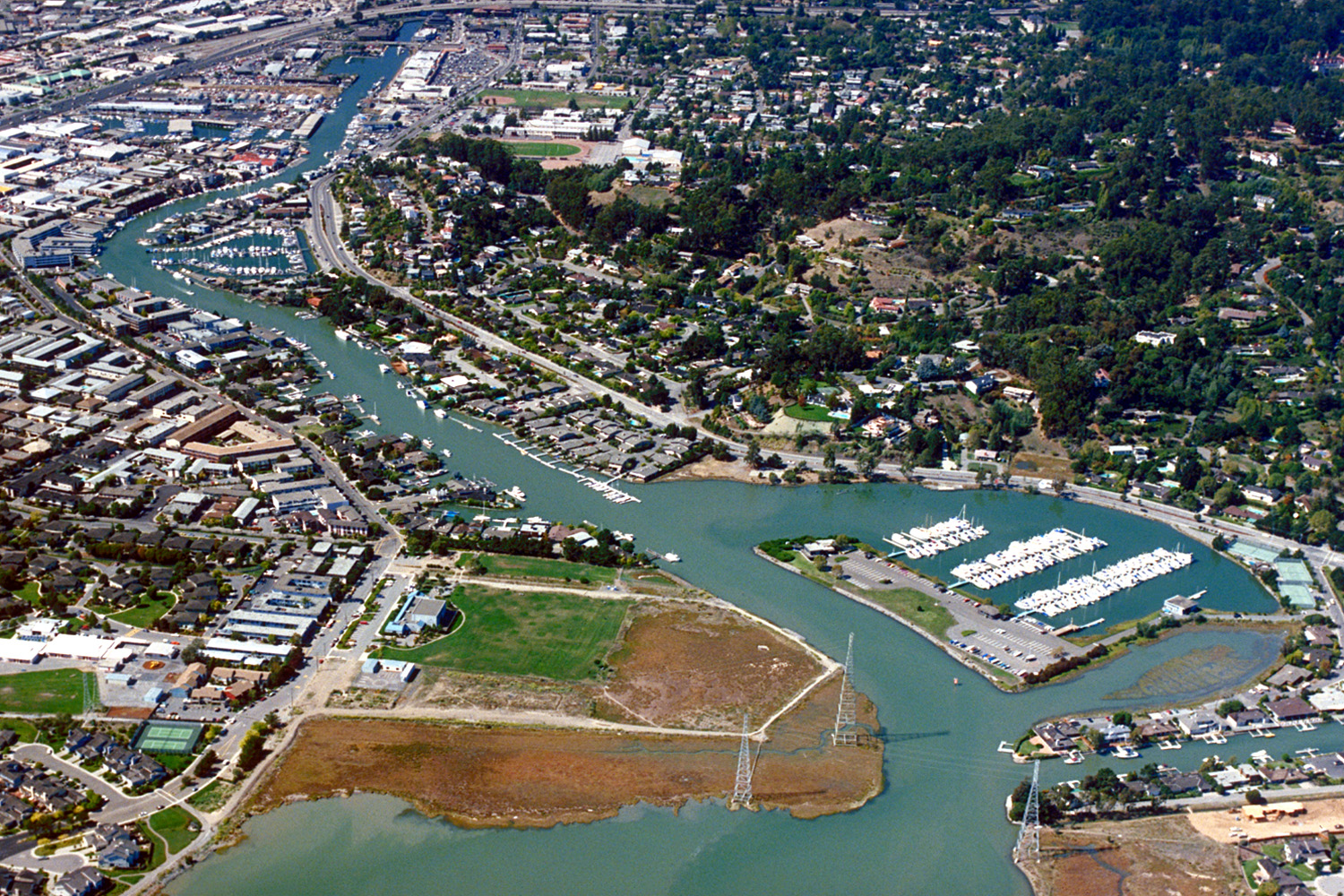
Luchtfoto van San Rafael (Canal Area-buurt)

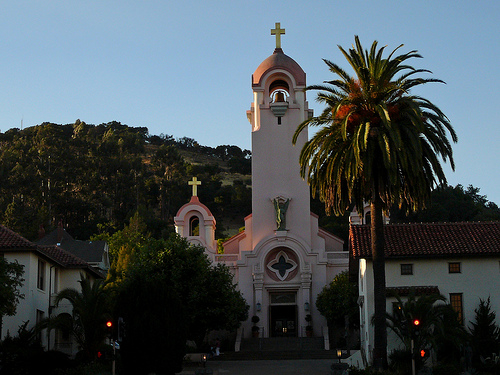
San Rafael Arcángel-missie
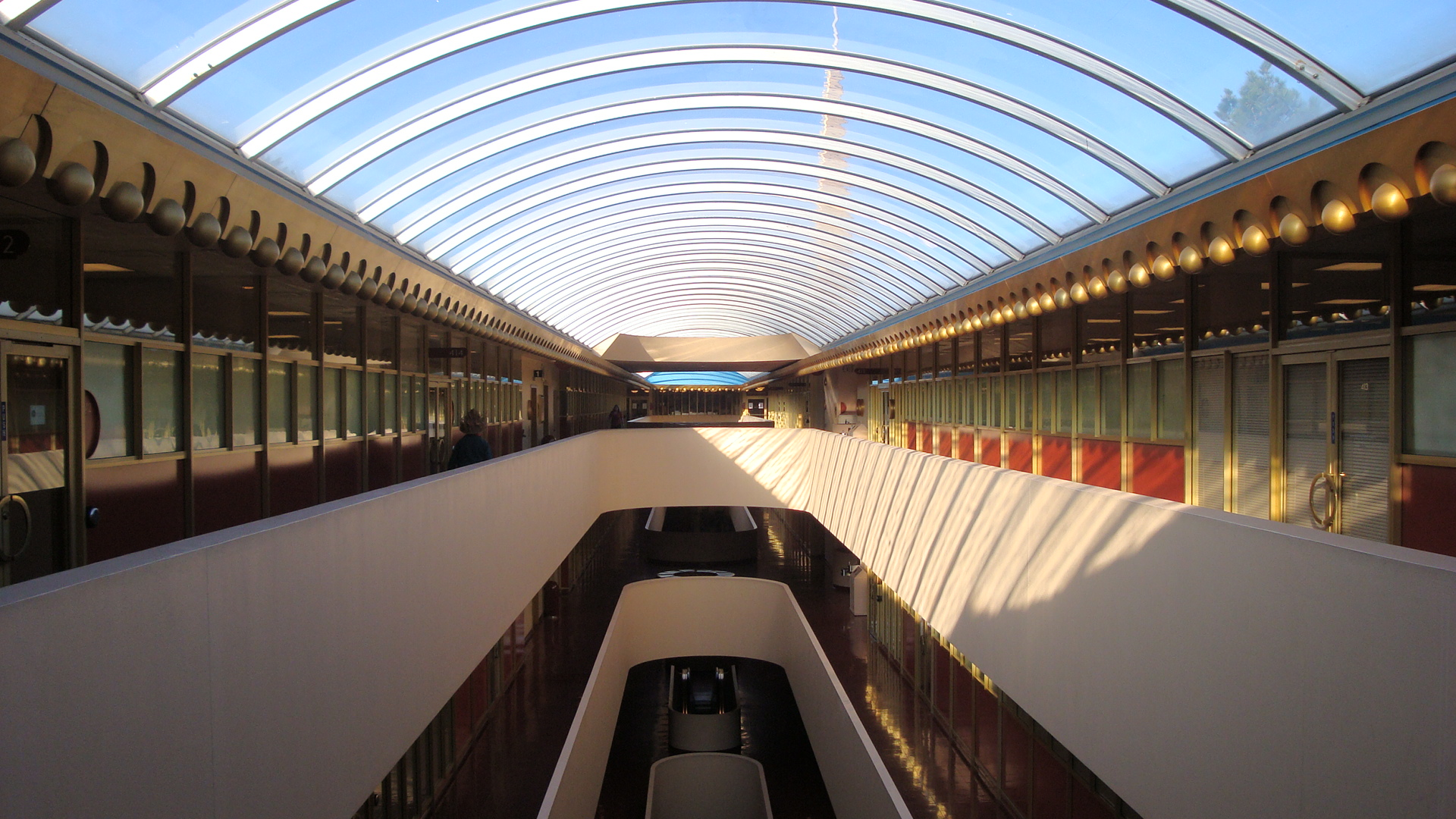
Marin County Civic Center
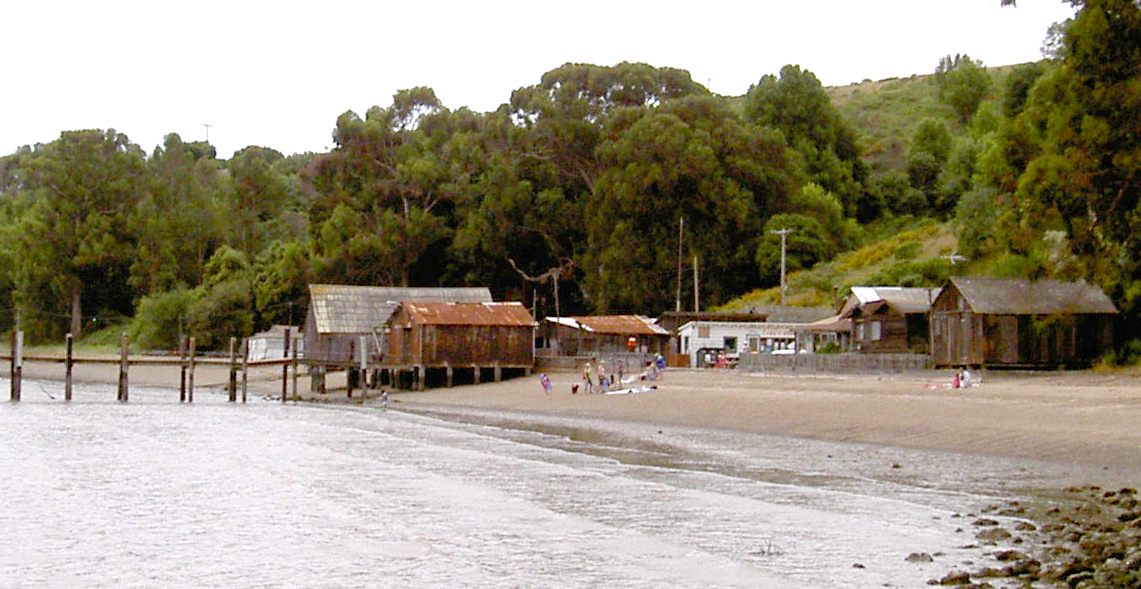
China Camp State Park

- Skywalker Ranch

- San Rafael Arcángel-missie
- Marin County Civic Center
- China Camp State Park

## Geboren
- Marin Sais (1890-1971), actrice
- George Duke (1946-2013), toetsenist, componist en producent
- Kale Browne (1950), acteur
- Rick DeMont (1956), zwemmer
- Ralph Alessi (1963), jazz-trompettist
- Espen Baardsen (1977), Noors voetballer